# Система управління будівлею
Система управління будівлею (англ. Building management system, BMS) або Автоматизація будівель — автоматизована система управління в будівлі, особливо в інтелектуальній будівлі. Мета системи полягає в тому, щоб інтегрувати BMS обладнання в процеси, що відбуваються на об'єкті. Система автоматизації будівлі пов'язує всі системи в одне ціле, що дозволяє ефективним і економічним способом керувати об'єктом з одного місця. BMS контролює робочі параметри для кожного пристрою, повідомляє про проблеми і збої. Система зазвичай надає графічний інтерфейс, який дозволяє переглядати та змінювати параметри роботи BMS.
BMS інтегрує системи управління, насамперед, технічними функціями будівлі, які можуть бути згруповані у дві підсистеми:
- Живлення і управління підсистемою електрики
  - Безпека та електрообладнання
  - Вимірювальні системи
  - Контролю та моніторингу завдань
  - Підключення енергетичних установок
  - Освітлення
  - Обладнання та аварійного електропостачання системи
  - Транспорт по вертикалі і горизонталі
- Підсистема управління комфортом
  - клімат-контроль
  - контроль вентиляції
  - управління обігрівом
  - управління освітленням
  - управління звукової системи
  - управління системи парковки
  - підтримка аудіо-відео
  - погода

BMS призначені в першу чергу для таких об'єктів, як:
- офісні будівлі,
- готелі,
- торговельні центри,
- житлові комплекси.